# Willem Grimm

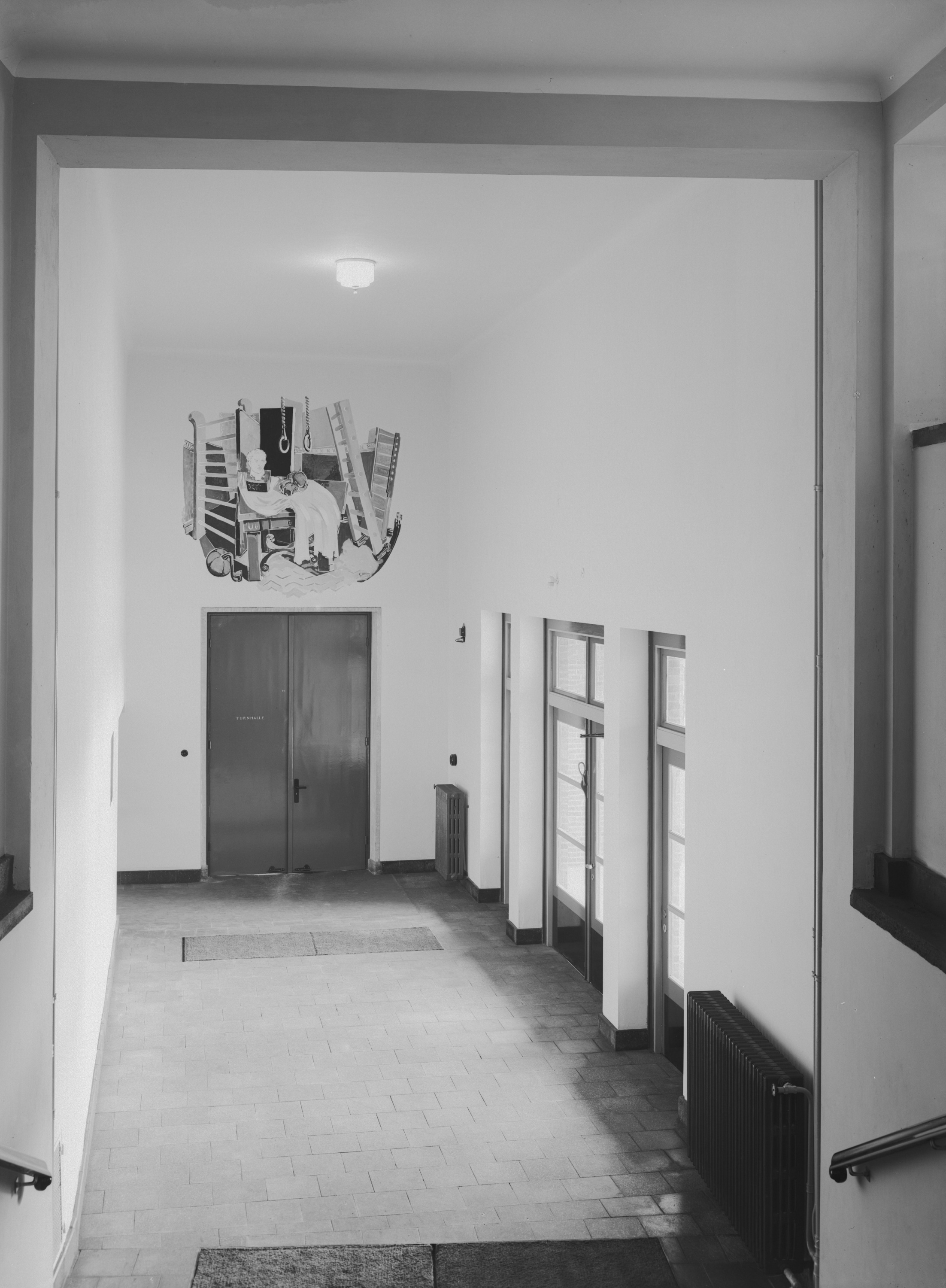
Wandbild in der Schule Adlerstraße in Hamburg-Barmbek-Nord, in der Zeit des Nationalsozialismus zerstört, schwarz-weiße Fotografie von Adolf und Carl Dransfeld, 1930

Willem Grimm (* 2. Mai 1904 in Eberstadt bei Darmstadt; † 19. September 1986 in Hamburg) war ein deutscher Maler und Grafiker.

## Jugend und Ausbildung
Grimms Familie war handwerklich-künstlerisch geprägt. Bereits sein Vater und sein Großvater waren Lithografen. Daher lag es nahe, dass auch er sich den grafischen Techniken verschrieb. Er studierte an der Werkkunstschule Offenbach bei den Professoren Rudolf Koch und Ludwig Enders. Koch erkannte bald dessen malerische Begabung. Nicht nur von seinem Elternhaus wurde er religiös geprägt, sondern auch von seinen Lehrern Rudolf Koch und Karl Caspar im Sinne einer religiösen Kunst.
In Worpswede, wo er sich 1922 in der Künstlerkolonie Worpswede aufhielt, kam er mit dem Werk von Paula Modersohn-Becker in Berührung. 1924 ließ er sich in Hamburg nieder und studierte an der Landeskunstschule Hamburg bei Willi Titze. Zunächst widmete er sich noch fast ausschließlich den grafischen Techniken, doch wandte er sich durch die Kontakte zur Hamburger Sezession, deren Mitglied er wurde, und der Bekanntschaft mit Karl Schmidt-Rottluff mehr und mehr dem Medium der Malerei zu. Förderung erfuhr er durch die Kunsthistorikerin Rosa Schapire, die sich auch für Maler der Künstlervereinigung Brücke einsetzte, sowie durch die Kunstmäzeninnen Cläre Grimm und Emmi Ruben. 1929 trat er dem Altonaer Künstlerverein bei. Zudem war er Mitglied der Hamburgischen Künstlerschaft.

## Werk
Er machte sich bereits während des Studiums einen Namen, besonders durch seine experimentelle Grafik. Nach einigen Gastausstellungen bei der Hamburger Sezession wurde er 1929/30 offizielles Mitglied. Anfang der 1930er-Jahre, mit 27 Jahren, zählte er bereits zu den wichtigsten Hamburger Künstlern. 1930 bekam er einen Atelierraum im Ohlendorff-Haus, einem alten Palais, das die Stadt den Künstlern zur Nutzung übergeben hatte. 1930 bis 1931 hatte er einen Lehrauftrag für Naturzeichnen an der Landeskunstschule angenommen und die Kunstkritiker waren ihm wohlgesinnt.
Gemeinsam mit den befreundeten Künstlern Karl Ballmer, Karl Kluth und Kurt Löwengard sowie weiteren Kollegen entwickelte er den Hamburger Sezessionsstil. Typisch für seine Ausprägung dieses Stils waren eine farbige, geschwungene Linienführung, die mit einer flächigen Komposition zusammenspielte. Auf seiner Palette überwogen Töne, die im Farbkreis nahe beieinander liegen.
Neben klassischen Genres wie Porträt, Landschaft und Stillleben beschäftigte sich Grimm ab 1931 mit dem Motiv der „Rummelpott-Szenen“, das für sein Œuvre schließlich charakteristisch werden sollte. Rummelpottlaufen ist ein alter norddeutscher Brauch. In der Silvesternacht gehen die Kinder von Tür zu Tür und sammeln Leckereien ein. Dabei sind sie grotesk-gespenstisch verkleidet, teilweise mit Masken. Der Süddeutsche Grimm, der auch die Fasnacht in Basel kannte, war fasziniert von den beiden Seiten dieser Tradition – dem Lustig-Heiteren des Kinderspieles und der durch die Verkleidung und der Dunkelheit geschaffenen unheimlich-grotesken Atmosphäre.
Diesen Bildern fügte er oft eine einsame Mädchengestalt hinzu. Sie rührte von der Trauer über den frühen Tod der Tochter einer Freundin her. Die Mädchengestalt verleiht den derb-lustigen Szenen etwas Melancholisches. Zudem steht die Einzelfigur der Kindergruppe als Kontrapunkt gegenüber.
Bei den beliebten Zinnober-Festen der Sezession engagierte er sich begeistert, zuletzt auch auf der Bühne.
Er unternahm 1926–1929 erste Studienreisen nach Paris, New York und Indien, wobei sich seine Eindrücke in Paris unmittelbar in seiner Arbeit widerspiegeln. In dieser Zeit hat er auch seine ersten
Ausstellungen im Hamburger Kunstverein und in der Hamburger Sezession.
Willem Grimm begann an der Landeskunstschule seine erste Lehrtätigkeit, zunächst als Abendlehrer für Naturzeichnen. Daneben malte er zwei Wandgemälde für Hamburger Schulen. Darüber hinaus nahm er an der Ausstellung ‚Ung Hamborger Kunst’ in Göteborg teil, deren Kurator Gustav Pauli war. Neben seinem engen Malerfreund Kurt Löwengard standen ihm besonders Fritz Flinte, Karl Kluth und Karl Ballmer, der ihn stark beeinflusst hat, nahe.
1932 erhielt er zusammen mit Karl Kluth und Hans Ruwoldt von der Hamburger Amsinck-Stiftung ein Stipendium für eine Italienreise, die sich in der Ausstellung des Hamburger Kunstvereins ‚Drei Hamburger in Italien’ niederschlägt.

## Zeit des Nationalsozialismus
Nach der Machtergreifung durch die Nationalsozialisten, die auch die Kultur unter ihre Dominanz brachten, zog sich Grimm aus dem Kulturleben zurück. Er reagierte vorsichtig und abwartend auf die neuen Verhältnisse und äußerte sich kaum mehr über Politik. Durch häufige Reisen versuchte er den Angriffen der Nationalsozialisten und der Aufmerksamkeit der Hamburger Reichskammer der bildenden Künste zu entgehen. So trafen sich die ehemaligen Mitglieder der Hamburger Sezession Kurt Löwengard, Erich Hartmann, Ivo Hauptmann, Gretchen Wohlwill und Eduard Bargheer mit Maria Wolff zum Zeichnen und Aquarellieren in kleinen Gruppen oder zu zweit auf der Insel Sylt und an der Ostsee. Grimm malte 1934 auf Gut Boldebuck in Mecklenburg und reiste mit Karl Kluth nach Norwegen, 1935 nach Dänemark, Sylt und immer wieder nach Basel zur Fasnacht. 1936 reist er in die Alpen und nach Schweden.
Die Repressionen der Nationalsozialisten erreichten Willem Grimm weniger als viele seiner Malerkollegen; dennoch wurden geplante Ausstellungen nicht eröffnet oder vorzeitig geschlossen, wie die Olympia-Ausstellung des Hamburger Kunstvereins. Die Hamburger Sezession hatte sich bereits selbst aufgelöst, weil sie nicht von den Nationalsozialisten gezwungen werden wollte, ihre jüdischen Mitglieder auszuschließen. Grimm besuchte schließlich eine Landwirtschaftsschule in Worpswede und wurde eine Zeit lang Landwirt auf dem Hof seines Schwiegervaters bei Malente.
1937 wurden in der Aktion „Entartete Kunst“ sieben Werke Grimmes aus der Kunsthalle Hamburg, dem Museum für Kunst und Gewerbe Hamburg und dem Museum Nissenhaus Husum beschlagnahmt und danach vernichtet.
Zu Beginn des Zweiten Weltkrieges zog ihn die Wehrmacht ein. Er musste jedoch nicht an die Front, sondern blieb in Norddeutschland, wo er Munitionsdepots zu bewachen hatte.

## 1937 als „entartet“  beschlagnahmte und vernichtete Werke Grimms
- Norwegischer Hochgebirgssee (Tafelbild)
- Stillleben mit Mimosen (Tafelbild)
- Hügelige Landschaft (Aquarell, 1932)
- Banjiere (Aquarell)
- Zeichnender (Zeichnung)
- Am Schalsee (Zeichnung)
- Liegender Mann (Skulptur)

## Neubeginn nach 1945
Bei der Bombardierung Hamburgs 1943 wurde sein Atelier in der Isestraße mitsamt seinen Arbeiten zerstört. Er stürzte daraufhin in eine Depression. Doch begann er schon kurz nach Kriegsende wieder künstlerisch zu arbeiten. Anfänglich konzentrierte er sich dabei auf die zeichnerische Rekonstruktion seiner zerstörten Bilder.
In seinen später neu geschaffenen Werken knüpfte er an sein früheres Schaffen an und behielt seinen Motivschatz bei. Stilistisch entwickelte er sich weg vom Sezessionsstil: Die Linie wurde weniger betont, dabei legte er mehr Wert auf die Flächenkomposition.
Sein früherer Sezessionskollege Friedrich Ahlers-Hestermann berief ihn 1946 als Professor an die Hamburger Landeskunstschule, heute Hochschule für bildende Künste Hamburg, wo er bis 1969 tätig war. Zu seinen Schülern in der Sektion für ‚Freie Malerei’ gehörten Vicco von Bülow (Loriot), Kai Sudeck und Reinhard Drenkhahn, Gisela Bührmann, Agnes Voigt, Hans Breder und Gerda Maria Raschke und Hanne Darboven.
1962 trat er der Darmstädter Sezession bei.

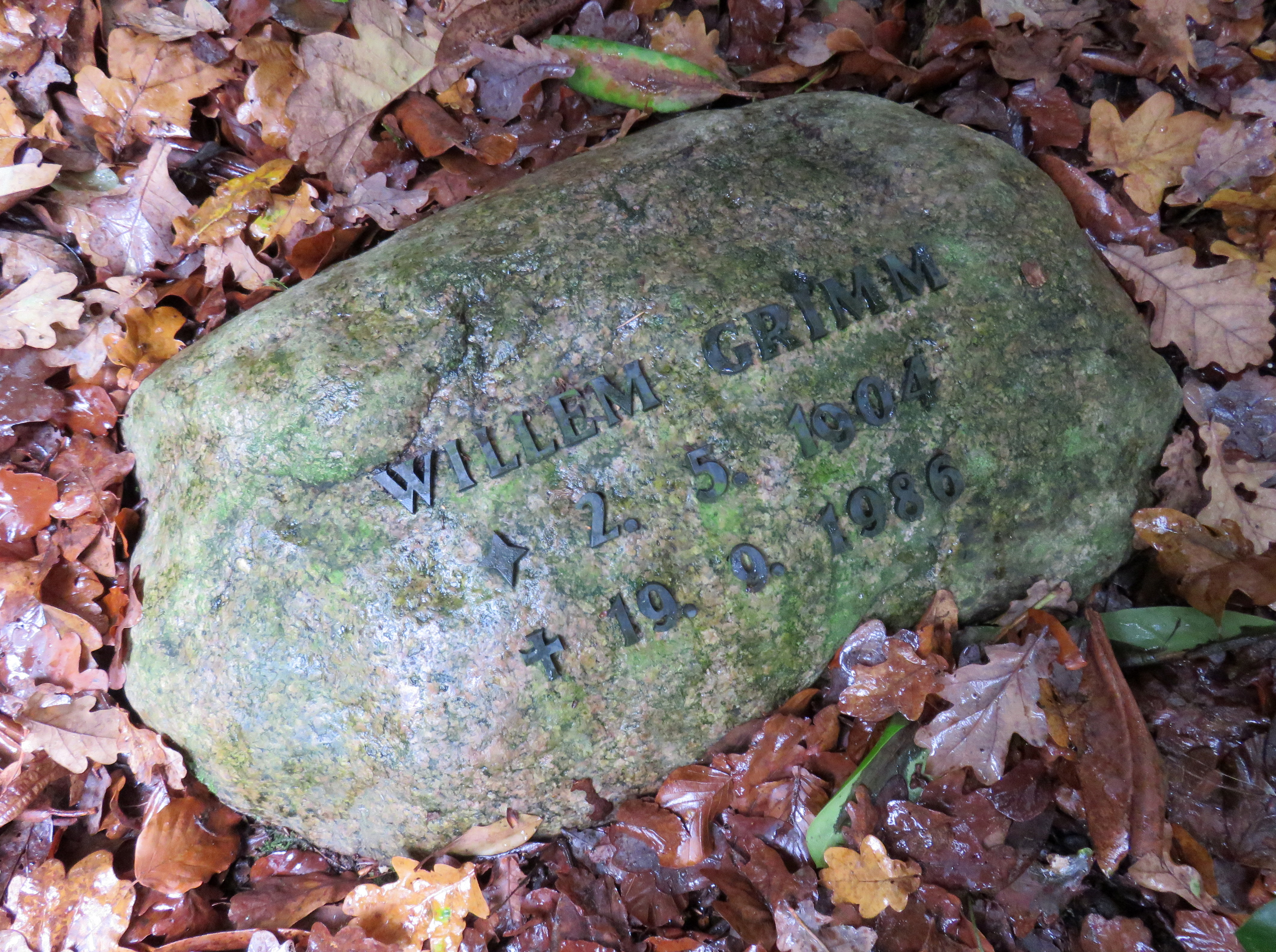
Kissenstein Willem Grimm auf dem Familiengrab auf dem Friedhof Ohlsdorf

Willem Grimm war eine der wichtigen Persönlichkeiten des Hamburger Kunstlebens. Er gilt als bedeutender – wenn auch nicht wegweisender – Künstler und Lehrer. Der Kunsthistoriker Rainer Zimmermann rechnet ihn zum Kreis der Verschollenen Generation. Bis zuletzt hatte Grimm die künstlerische Entwicklung seiner Schüler mitverfolgt. Willem Grimm malte bis zu seinem Tod am 19. September 1986.
Auf dem Hamburger Friedhof Ohlsdorf befindet sich im Planquadrat Y 21 nordöstlich von Kapelle 2 die Familiengrabstätte Grimm mit einem Kissenstein für Willem Grimm.
Die Hamburger Kunsthalle, die ihm schon zu seinem 80. Geburtstag eine Retrospektive seiner zeichnerischen Arbeit widmete, zeigte 2004 zu seinem 100. Geburtstag einen Querschnitt seines Werkes. In der privaten Kunstsammlung von Wilhelm Werner befinden sich sieben Gemälde, 22 Aquarelle und Zeichnungen sowie knapp 130 Druckgrafiken aus seinem Schaffen in den Jahren 1926 bis 1946.

## Ausstellungen (Auswahl)
- 1925 Juryfreie Ausstellung zur Förderung Hamburgischer Künstler, Kunstverein Hamburg
- 1936 Willem Grimm / Martin Irwahn, Kunstverein Hamburg
- 1936 Malerei und Plastik in Deutschland („Olympia-Ausstellung“), Kunstverein Hamburg
- 1952 Ausstellung Hamburger Künstler, Hamburger Kunsthalle
- 1955 Willem Grimm, Overbeck-Gesellschaft, Lübeck
- 1962 Willem Grimm, Gemälde und Graphiken, Kunstverein Darmstadt e. V.
- 1969 17. Jahresausstellung des Deutschen Künstlerbundes, Hannover[3]
- 1972 Bilder, Skulpturen, Graphik (Neun Künstler der Galerie in Flottbek), Schloss Weißenstein, Pommersfelden
- 1975 Willem Grimm, Kunstverein Elmshorn
- 1977 Die dreißiger Jahre. Schauplatz Deutschland, Haus der Kunst, München
- 1983 Verfolgt und verführt. Kunst unterm Hakenkreuz in Hamburg, Hamburger Kunsthalle
- 1986 Deutscher Künstlerbund e. V., 34. Jahresausstellung (1936 verbotene Bilder – 1986 Vielfalt der Bilder) Rheinisches Landesmuseum und Wissenschaftszentrum Bonn
- 1989 Willem Grimm 1904–1986 Leben und Werk, Ernst-Barlach-Haus, Hamburg
- 1989 Kunst in der Verfemung. Die Schenkung Emmi Ruben 1948, Hamburger Kunsthalle
- 1996 Die Sammlung Hermann-Josef Bunte, Schleswig-Holsteinisches Landesmuseum, Kloster Cismar
- 2007 Künstlerische Tendenzen nach 1945 in Hamburg, Haspa-Galerie, Hamburg 2007
- 2010 Willem Grimm. Wege zur Druckgrafik, Städtisches Kunstmuseum Spendhaus Reutlingen
- 2023 Glanzstücke. Bilder aus der Sammlung, Sylt Museum, Keitum / Sylt, mit Otto Eglau, Ernst Eitner, Carl Christian Feddersen, Alexander Flinsch, Martin Frost, Johannes Hänsch, Hans Hartig, Hugo Köcke, Ingo Kühl, Ernst Kolbe, Siegward Sprotte, Will Sohl, Helene Varges, Wolfgang Werkmeister und anderen.[4]

## Öffentliche Sammlungen
Werke von Willem Grimm befinden sich unter anderen in:
- Hamburger Kunsthalle
- Altonaer Museum, Hamburg
- Sprengel-Museum, Hannover
- Schleswig-Holsteinisches Landesmuseum, Schloss Gottorf
- Museumsberg Flensburg
- Städtisches Kunstmuseum Spendhaus Reutlingen

## Preise und Ehrungen
- 1959 Edwin-Scharff-Preis, Hamburg
- 1967 Ehrengast der Villa Massimo, Rom
- 1979 (Internationales Jahr des Kindes): 1. Preis des mit insgesamt 25.000 DM dotierten Wettbewerbs für bildende Künstler Hamburgs Das Kind in unserer Welt der Werner Otto Stiftung
- 1981 Senator Biermann-Ratjen-Medaille, Hamburg